# Sun Deng
Sūn Dēng (chinesisch 孫登, IPA (hochchinesisch) [su̯ən5 d̥ʌŋ5]) (* 209; † 241) war ein Kronprinz der Wu-Dynastie zur Zeit der drei Reiche im alten China.
Er war der älteste Sohn des Königs und späteren Kaisers von Wu, Sun Quan, und wurde von ihm 221 zum Kronprinzen erklärt. Dies war eine Reaktion auf Liu Beis Proklamation zum Kaiser der Shu Han. Im Jahre 222 verlangte der Wei-Kaiser Cao Pi, dass Sun Quan ihm den Kronprinzen als Geisel in die Hauptstadt Luoyang ausliefere. Sun Quan weigerte sich und erklärte mit der Einführung einer neuen Ära (Huangwu, 黃武) seine Unabhängigkeit.
Als Sun Quan sich 229 zum Kaiser erklärte (Ära Huanglong, 黃龍), geriet die Beziehung zu Shu in Gefahr, weil Liu Bei darin einen Affront gegen das von ihm gehütete Erbe der Han-Dynastie sah. Aber der Shu-Minister Zhuge Liang konnte mit seinem älteren Bruder, dem Wu-Minister Zhuge Jin, eine Einigung und Stabilisierung der Beziehungen erreichen. Im selben Jahr verlegte Sun Quan auf den Wunsch von Zhang Hong die Hauptstadt von Wuchang nach Jianye (建業, heutiges Nanjing, Jiangsu) und gab Sun Deng Militär- und Zivilgewalt über das westliche Reich. Lu Xun sollte ihm als Berater dienen.
Sun Dengs Frau war die Tochter des hochrangigen Generals Zhou Yu, Zhou Ying. Sie gebar Sun Deng drei Söhne: Sun Fan, Sun Ying und Sun Xi.
Sun Dengs früher Tod im Jahr 241. Sein Sohn Sun Ying wurde zum Marquis von Wu ernannt.